# أدريانا لامار
أدريانا لامار (بالإسبانية: Adriana Lamar)‏ هي ممثلة مكسيكية، ولدت في 1908 في سيلايا في المكسيك، وتوفيت في 30 يناير 1946 في مدينة مكسيكو في المكسيك.

## وصلات خارجية
- أدريانا لامار على موقع IMDb (الإنجليزية)
- أدريانا لامار على موقع قاعدة بيانات الفيلم (الإنجليزية)